# Barszin
Barszin (arab. برشين) – miejscowość w Syrii, w muhafazie Hama. W 2004 roku liczyła 1155 mieszkańców.